# 北海道道1001号北光置戸線
北海道道1001号北光置戸線（ほっかいどうどう1001ごう ほっこうおけとせん）は、北海道常呂郡置戸町を結ぶ一般道道である。

## 概要

### 路線データ
- 起点：北海道常呂郡置戸町北光（国道242号・北海道道211号春日置戸線交点）
- 終点：北海道常呂郡置戸町置戸（北海道道986号置戸訓子府北見線交点）
- 総距離：1.6 km

## 歴史
- 1982年（昭和57年）3月31日 - 路線認定[1]。
  - 国道242号付け替えにより、旧国道が道道認定されたものである。

## 地理

### 通過する自治体
- オホーツク総合振興局
  - 常呂郡置戸町

### 主な接続道路
置戸町
- 国道242号 - 北光（起点）
- 北海道道211号春日置戸線 - 北光（起点）
- 北海道道986号置戸訓子府北見線 - 置戸（終点）

### 沿線にある施設など
置戸町
- 置戸町役場 - 置戸